# Wrochemowie

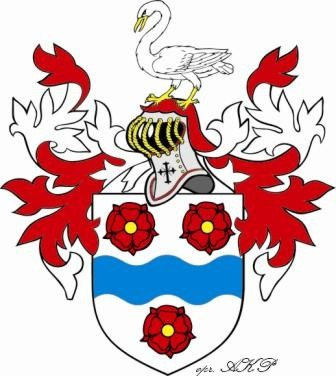
Herb rodu von Wrochem

Wrochemowie, von Wrochem – górnośląski ród szlachecki.

## Dzieje
Rodzina pochodzi z księstwa bytomskiego. Po raz pierwszy wymieniona w dokumentach z przełomu XIV i XV w. W 1379 r. wspomniano rycerza Wrocheno, pana z Kozłowa. Udokumentowana genealogia zaczyna się od Kaspra Wrochema (ok. 1488-ok. 1538).
Ród podzielił się na kilka linii. Do najznamienitszej należała linia z Rept. Oprócz niej istniały jeszcze linie z: Tarnowic (jako panowie Rept i Tarnowic są wymieniani w dokumentach w okresie XV-XVI w.), Bytkowa, Kotulina, Kozłowa i Raciborza. Wspomina się także o ich obecności w Czechach i na Morawach.
W Reptach po raz pierwszy jako panów tej osady wymieniono w 1466 r. Pierwszym znanym z imienia (jeśli traktować miano „Wrochem” tylko jako nazwisko) był Mikołaj w 1507 r.
Kilkanaście lat później w sąsiednich Tarnowicach panem był Piotr Wrochem. Za jego czasów powstał tam istniejący do dziś renesansowy zamek. Z Piotrem ok. 1529 r. książę opolski Jan II Dobry podpisał umowę. Wrochem zrzekał się m.in. wszelkich praw zwierzchnich i sądowych do tej części jego dóbr, na której powstały Tarnowskie Góry. W zamian uzyskał zapewnienie stałego dochodu – 1 / 3 część z podatków miejskich.
W 1537 r. panami Rept i Tarnowic byli Jan i Mikołaj Wrochemowie. W późniejszych latach Repty należały do Wacława, zwanego też Wańkiem. Posiadał on także Wielowieś.
Na początku XVII w. dziedzicem Rept był już Jerzy Ibram, zaś Tarnowice w 1603 r. kupił Baltazar Ohm-Januszewski.
Wrochemowie, dla których najważniejszą posiadłością stała się Wielowieś, nadal pisali się „z Rept”. Żyjący na przełomie XVII i XVIII w. Karol Joachim do swego nazwiska dodał przydomek „Reptowski” (niem. von Reptau).
Od 1712 r. Karol Joachim von Wrochem po swej żonie Joannie Ludmile von Holly odziedziczył Czerwięcice koło Raciborza. Dobra te były w posiadaniu jego potomków przez następne ponad 200 lat.
W kolejnych stuleciach Wrochemowie byli w posiadaniu m.in. dóbr: Sieroty, Zacharzowice, Brzeźnica, Kopienice, Wielkie Paniowy, Zabrzeg, Dolędzin.
Na przełomie XVIII i XIX w. ród podzielił się na cztery główne linie, których założycielami było czterech barci: Gottlob (zm. 1840), Karol (zm. 1825), Ludwik (zm. 1849) i Fryderyk (zm. 1837). W XIX w. Wrochemowie pieli się po szczeblach kariery wojskowej i urzędniczej. Niektórzy osiągnęli szarżę generalskie: generał-lejtnant Maksymilian (zm. 1934) generał-major Artur (zm. 1921) generał-major Walter (zm. 1907), generał-lejtnant hans (zm. 1914), generał-lejtnant Alfred (zm. 1915). Kilku z nich pełniło funkcje starostów: raciborskich – Jan Henryk (zm. 1807) i Gottlob (zm. 1840), wołowskiego – Paweł (zm. 1916), oławskiego – Karol (zm. 1872). Major Wiktor (zm. 1910) z Czerwięcic został członkiem wyższej izby pruskiego parlamentu – Izby Panów.
Wobec wymierania poszczególnych linii, w kilku przypadkach nazwisko rodziny zostało przeniesione na potomków po kądzieli: von Wrochem-Gelhorn, von Wrochem-Höne i von Wrochem-Watzdorf.
Major Ludwik von Wrochem (zm. 31 stycznia 1870 r.) w testamencie przekazał swoje dobra Dolędzin, swemu wnukowi Karolowi Ludwikowi von Gelhorn z Legnicy (zm. 1945 r.). Był on synem jego młodszej córki Marii i majora Pawła von Gelhorn. Wraz z majątkiem, Karol Ludwik, otrzymał nowe nazwisko von Wrochem-Gelhorn. Nie pozostawił jednak potomków.
W 1894 r. członkowie rodziny założyli Związek Rodowy. jego celem było utrzymanie pamięci o dziejach rodu. Jednym z pierwszych postulatów było opracowanie historii rodu. Wiktor von Wrochem (ww.) opracował pierwszy tom dziejów rodu i opublikował je pt. Familiengeschichte des Geschlechts von Wrochem w 1908 r. w Raciborzu. 2 i 3 tom tych dziejów napisali jego krewni jeszcze przed I wojną światową.
Do drugiej połowy XX w. wygasły wszystkie młodsze – Karola, Ludwika, Fryderyka – linie i większość gałęzi najstarszej – Gottloba – linii rodu. Przetrwała tylko gałąź potomków Juliusza (zm. 1874), jednego z synów Gottloba. Współcześnie Wrochemowie mieszkają w Niemczech i są znaną rodzina muzyków: Johann Gottlob (kompozytor, pianista), Klaudiusz (wiolonczelista), Johannes (gitarzysta), Klaus (skrzypek), Ulryk (altowiolista).
W lipcu 2007 r. na dwa dni przyjechał na Górny Śląsk Ulryk von Wrochem. Zwiedził miejscowości związane z przeszłością jego rodu: Stare Tarnowice, Kopienice, Racibórz, Czerwięcice.

## Herb
W polu srebrnym trzy czerwone róże, dwie ponad, a jedna poniżej błękitnej rzeki w pas. W klejnocie ponad hełmem i srebrno-czerwonymi labrami, srebrny łabędź.